# Lliga letona de futbol
La lliga letona de futbol, o Virslīga, és la màxima competició futbolística del país.
És organitzada per la federació letona de futbol. Entre 1945 i 1991, el campionat corresponia al campionat de l'RSS de Letònia, competició integrada dins la lliga soviètica de futbol

## Historial
Font:

### Lliga de futbol de Riga
- 1908:  British FC (1)
- 1909:  RV Union Riga (1)
- 1910:  RV Union Riga (2)
- 1911:  Brittania FC Riga (1)
- 1912:  RV Union Riga (3)
- 1913:  SV Kaiserwald Riga (1)
- 1914:  Brittania FC Riga (2)
- 1915:  Brittania FC Riga (3)

### Lliga letona de futbol
Fins a 1927, campions de la Primera Divisió, des d'aquest any campions de la Virslīga.
- 1921: inacabat[a]
- 1922:  SV Kaiserwald Riga (2)
- 1923:  SV Kaiserwald Riga (3)
- 1924:  Rīgas FK (1)
- 1925:  Rīgas FK (2)
- 1926:  Rīgas FK (3)
- 1927:  Olimpija Liepāja (1)
- 1928:  Olimpija Liepāja (2)
- 1929:  Olimpija Liepāja (3)
- 1930:  Rīgas FK (4)
- 1931:  Rīgas FK (5)
- 1932:  ASK Riga (1)
- 1933:  Olimpija Liepāja (4)
- 1934:  Rīgas FK (6)
- 1935:  Rīgas FK (7)
- 1936:  Olimpija Liepāja (5)
- 1937-38:  Olimpija Liepāja (6)
- 1938-39:  Olimpija Liepāja (7)
- 1939-40:  Rīgas FK (8)
- 1940-41: suspès[a]
- 1941: suspès[b]
- 1942:  ASK Riga (2)
- 1943:  ASK Riga (3)
- 1944: suspès[a]

### Campionat de l'RSS de Letònia
- 1945:  FK Dinamo Rīga (1)
- 1946:  Daugava Liepāja (1)
- 1947:  Daugava Liepāja (2)
- 1948:  Žmiļova komanda (1)
- 1949:  Sarkanais Metalurgs Liepāja (1)
- 1950:  AVN Rīga (4)
- 1951:  Sarkanais Metalurgs Liepāja (2)
- 1952:  AVN Rīga (5)
- 1953:  Sarkanais Metalurgs Liepāja (3)
- 1954:  Sarkanais Metalurgs Liepāja (4)
- 1955:  Darba Rezerves Riga (1)
- 1956:  Sarkanais Metalurgs Liepāja (5)
- 1957:  Sarkanais Metalurgs Liepāja (6)
- 1958:  Sarkanais Metalurgs Liepāja (7)
- 1959:  RER Rīga (1)
- 1960:  ASK Rīga (6)
- 1961:  ASK Rīga (7)
- 1962:  ASK Rīga (8)
- 1963:  ASK Rīga (9)
- 1964:  ASK Rīga (10)
- 1965:  ASK Rīga (11)
- 1966:  ESR Rīga (1)
- 1967:  ESR Rīga (2)
- 1968:  Starts Brocēni (1)
- 1969:  FK Venta Ventspils (1)
- 1970:  VEF Rīga (1)
- 1971:  VEF Rīga (2)
- 1972:  FK Jūrnieks (1)
- 1973:  VEF Rīga (3)
- 1974:  VEF Rīga (4)
- 1975:  VEF Rīga (5)
- 1976:  Enerģija Rīga (1)
- 1977:  Enerģija Rīga (2)
- 1978:  Ķīmiķis Daugavpils (1)
- 1979:  Elektrons Rīga (3)
- 1980:  Ķīmiķis Daugavpils (2)
- 1981:  Elektrons Rīga (4)
- 1982:  Elektrons Rīga (5)
- 1983:  VEF Rīga (6)
- 1984:  Torpedo Rīga (1)
- 1985:  FK Alfa (1)
- 1986:  Torpedo Rīga (2)
- 1987:  Torpedo Rīga (3)
- 1988:  RAF Jelgava (1)
- 1989:  RAF Jelgava (2)
- 1990:  Gauja Valmiera (1)
- 1991:  Forums-Skonto (1)

### Lliga letona de futbol (Virslīga)
- 1992:  Skonto FC (2)
- 1993:  Skonto FC (3)
- 1994:  Skonto FC (4)
- 1995:  Skonto FC (5)
- 1996:  Skonto FC (6)
- 1997:  Skonto FC (7)
- 1998:  Skonto FC (8)
- 1999:  Skonto FC (9)
- 2000:  Skonto FC (10)
- 2001:  Skonto FC (11)
- 2002:  Skonto FC (12)
- 2003:  Skonto FC (13)
- 2004:  Skonto FC (14)
- 2005:  FHK Liepājas Metalurgs (8)
- 2006:  FK Ventspils (1)
- 2007:  FK Ventspils (2)
- 2008:  FK Ventspils (3)
- 2009:  FHK Liepājas Metalurgs (9)
- 2010:  Skonto FC (15)
- 2011:  FK Ventspils (4)
- 2012:  FC Daugava (1)
- 2013:  FK Ventspils (5)
- 2014:  FK Ventspils (6)
- 2015:  FK Liepāja (1)
- 2016:  FK Spartaks Jūrmala (1)
- 2017:  FK Spartaks Jūrmala (2)
- 2018:  Riga FC (1)
- 2019:  Riga FC (2)
- 2020:  Riga FC (3)
- 2021:  RFS Riga (1)
- 2022:  Valmiera FC (1)
- 2023:  RFS Riga (2)
- 2024:  RFS Riga (3)